# 山崎家治
山崎 家治（やまざき いえはる）は、江戸時代前期の大名。因幡国若桜藩2代藩主、備中国成羽藩主、肥後国富岡藩主、讃岐国丸亀藩初代藩主。

## 出自・係累
文禄3年（1594年）、当時摂津国三田城主であった山崎家盛の長男として生まれた。
正室天球院（美濃国大垣城主池田恒興の娘）の実子ではなく側室の出生である。正室は因幡国鳥取藩初代藩主池田長吉の養女。継室は豊臣秀吉の正室高台院の甥に当たる歌人木下勝俊の娘の智光院。また、娘婿には公家で大納言の藪嗣孝、肥前国島原藩主高力忠房の三男で旗本の高力政房がいる（のち離縁）。尚、高力忠房の孫娘が、家治の義甥に当たる公家で権大納言の阿野実藤の正室となっており、次男豊治の従弟の正室に当たる。

## 生涯
慶長19年（1614年）10月、父家盛の死去に伴い、因幡国若桜藩2万2,900石の家督を相続した。続いて同年末に勃発した大坂冬の陣では中之島に陣を布いた。この大坂冬の陣で実弟久家が戦死している。翌慶長20年（1615年）の大坂夏の陣では正室の従兄に当たる播磨姫路藩主池田利隆隊に属して戦い、首級を6個挙げる活躍をした。
元和3年（1617年）、池田利隆の嫡男池田光政が幼少を理由に因幡国鳥取藩32万5,000石に減転封となることに伴い、大坂の陣の戦功も加味されたうえで備中国成羽藩3万5,000石に加増転封となった。この時、同時に義兄の因幡国鳥取藩主池田長幸も成羽の隣町に位置する備中国松山藩6万5,000石に加増転封となった。
成羽藩主時代には幕府御用に忠勤した。まず、元和5年（1619年）の福島正則改易時には義兄の池田長幸と共に備後国三原城を守衛した。家治は「築城の名手」といわれ、翌元和6年（1620年）の大坂城築城工事において天守・本丸・二の丸の石垣構築に携わり、その才能を遺憾なく発揮している。大坂城天守の石垣には山崎家の刻印が施された石垣が散見される。尚、この築城工事で出た廃石を中之島の基礎として再利用した。そのため中之島には江戸時代を通じて山崎家の大坂屋敷が存在していた。続いて寛永11年（1634年）、伊予国松山藩主蒲生忠知が死去し改易となると松山城の在番を勤めた。そして翌寛永13年（1636年） 、江戸城外堀普請（丸の内一丁目鍛冶橋付近）において、親戚筋の備前国岡山藩主池田光政を組頭とする石垣方四組に属して普請を行っている。その後その石垣は小石川後楽園に移設され、山崎家の刻印が掘られた石垣を見ることができる。また、家治は飛領の浅口郡連島の新田開発を積極的に推進し、その技能を幕府より高く評価された。なお、この連島は次男山崎豊治が大身旗本（のち交代寄合表向御礼衆）として成羽に戻った際に再び山崎家の所領となり、江戸時代を通じた新田開発が奏功し、成羽領が幕末に維新立藩する契機となった。
このように幕府の御用に忠実に徹した家治は、松平信綱を初めとする幕閣から信任を得て、島原の乱後の寛永15年（1638年）、肥後天草（富岡）4万2,000石に加増転封された。乱後の天草は領内の2割から3割が荒れ地というほどに荒廃していたが、家治は富岡城の再建、離散した領民の呼び戻し、新田開発など復興を指揮した。
これらの功績により、寛永18年（1641年）9月、讃岐西半分を治める讃岐国丸亀藩5万3,000石に加増転封された。入国当時は寺院を宿所としていたが、翌寛永20年（1642年）には廃城となっていた丸亀城に新城造営を計画し許された。幕府も瀬戸内の要所として築城の必要性を感じていたため、家治に白銀300貫を与え参勤交代を免除した。家治は築城経験を生かして丸亀城の築城を開始する一方、城下町の経営・整備を行ない、今日の丸亀の基礎を築いた。しかし丸亀城を凝った造りにしたこともあり、慶安元年（1648年）3月17日、その完成を見届けることなく死去した。享年55。丸亀城の築城工事は山崎家が丸亀を去った後、京極高和まで引き継がれ、万治3年（1660年）にようやく完成した。

## 系譜
- 父：山崎家盛（1567-1614）
- 母：側室
- 正室：因幡国鳥取藩初代藩主池田長吉の養女（実は長吉の弟で備前国岡山藩家老の片桐池田家初代当主池田長政の娘）
  - 長男：山崎俊家（1617-1651）
  - 長女：旗本高力政房（肥前国島原藩主・高力忠房の三男）[6]正室 - のち離縁
- 継室：歌人（元備中国足守藩主）木下勝俊の娘・智光院
  - 次男：山崎豊治（1619-1701）ー1657年に丸亀藩山崎家の無嗣断絶後、備中国成羽領5,000石の大身旗本（のち交代寄合表向御礼衆）として名跡を相続。
  - 次女：大納言藪嗣孝正室
- 生母不明の子女
  - 三男：山崎弘家
  - 三女：半井宇庵正室
  - 四女：山崎大蔵常家（備前国岡山藩池田家家臣）正室[7]
  - 四男：山崎勝政（慶安元年（1648年）、父家治の遺領の内1,000石を分知されるが翌年死去。１,000石は兄俊家に還付される。）[8]